# 钩鱿属
钩鱿属（学名：Ancistrocheirus），是钩鱿科下的一个属。幔的长度可达25厘米，这种中等大小的鱿鱼遍布热带和亚热带海洋。它们往往发现在海面下200–1000 m的海中。